# تاريخ ترينيداد وتوباغو

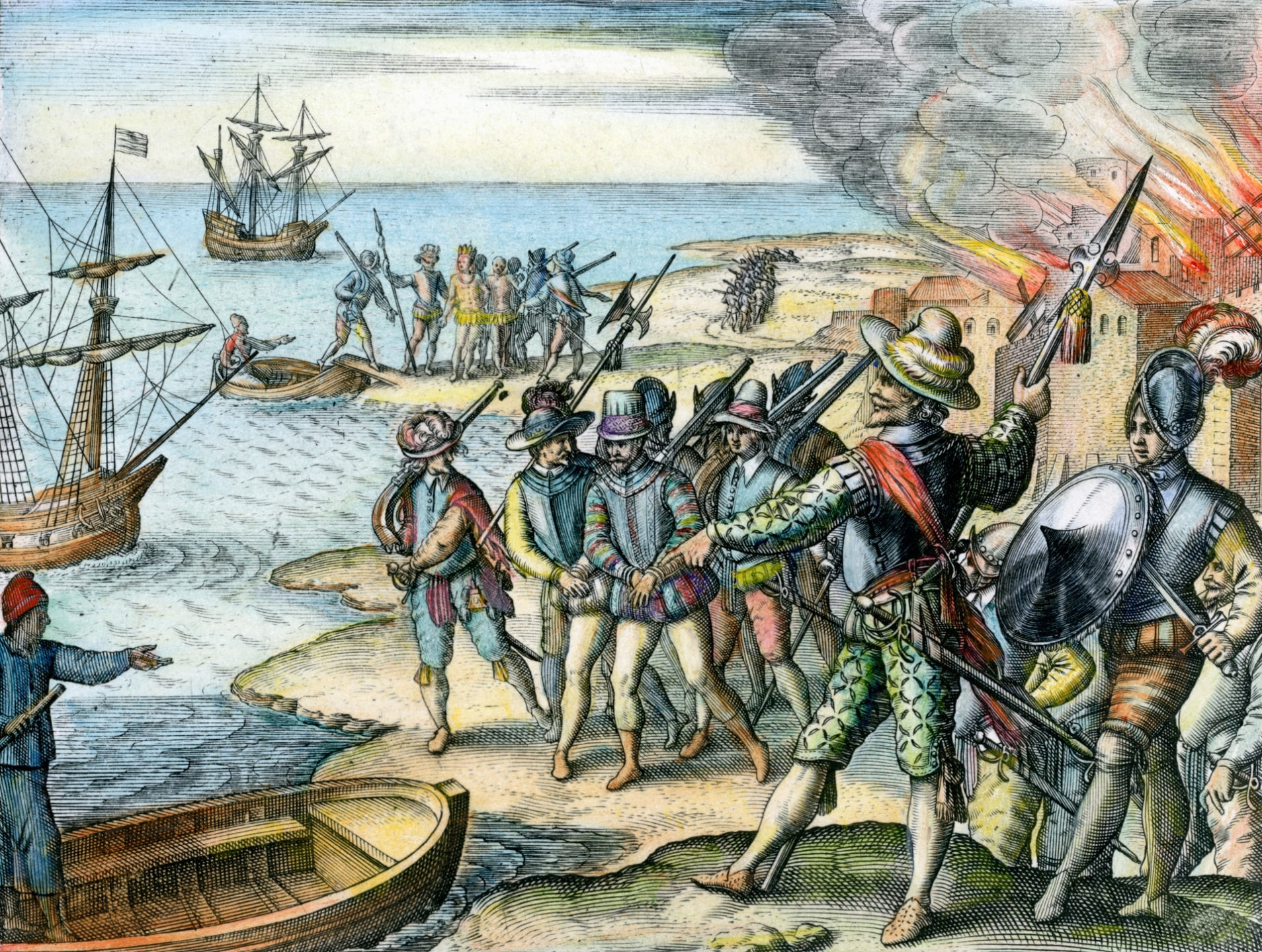

يبدأ تاريخ ترينيداد وتوباغو باستعمار الجزيرتين من قبل سكان أمريكا الأصليين، وتحديدًا شعبي كاريبيي الجزر وأراواك. زار كريستوفر كولومبوس كلًا من الجزيرتين في رحلته الثالثة عام 1498 وأعلنهما مستعمرتين تحت اسم إسبانيا. بقيت ترينيداد تحت السيطرة الإسبانية حتى عام 1797، لكن المستعمرين الفرنسيين سكنوا فيها بأعداد كبيرة نسبيًا. تنقلت توباغو بين أيدي البريطانيين والفرنسيين والهولنديين والكورلانديين، لكن البريطانيين في النهاية نجحوا في بسط سيطرتهم عليها إثر اتفاقية باريس الثانية عام 1814. في عام 1889، َضُمت الجزيرتان إلى مستعمرة ملكية واحدة. حصلت ترينيداد وتوباغو على الاستقلال من الإمبراطورية البريطانية عام 1962، وأصبحتا جمهورية في عام 1976.

## فترة الحكم الإسباني

### وصول كولومبوس
حدث الاحتكاك الأول مع الأوروبيين عندما وصل كريستوفر كولومبوس -الذي كان يجري رحلته الاستكشافية الثالثة- في ظهيرة الحادي والثلاثين من يوليو عام 1498. رسا في منطقة ميناء دعاها باسم نقطة غاليرا، ودعا الجزيرة باسم ترينيداد، قبل أن يكمل مساره إلى خليج باريا من خلال فم الثعبان (قناة كولومبوس حاليًا) وإلى البحر الكاريبي من خلال فم التنين (بوكاس ديل دراغون).

### استعمار ترينيداد
تذكر المصادر اكتظاظ ترينيداد بالمستعمرين خلال بداية الحقبة الاستعمارية. على الرغم من سمعة ترينيداد بأنها المكان الوحيد الذي يوجد فيه «هنود مسالمون» على طول الساحل الأمريكي الجنوبي، دفع الطلب المتنامي للعبيد لدعم صيد اللؤلؤ في جزيرة مارغريتا المجاورة بالمستعمرين إلى اعتبار سكان الجزيرة من «الكاريبيين» عام 1511، وبالتالي أصبح استعبادهم أمرًا مشروعًا. نتيجة ذلك، أصبحت جزيرتا ترينيداد وتوباغو محط تركيز الإسبان في حملات الاستعباد، خصوصًا من أجل دعم مراكز صيد اللؤلؤ في مارغريتا.
في عام 1530، عُين أنطونيو سيدينيو حاكمًا، وحصل على عقد يخوله استعمار ترينيداد. عاقدًا العزم على البحث عن أسطورة إل دورادو (الرجل الذهبي) التي كثرت الإشاعات حولها، والسيطرة على تجارة العبيد، حاول تأسيس مستعمرة عام 1532، لكنه طُرد من الجزيرة بعد معركة كوموكورابو. انسحب سيدينيو إلى مارغريتا، لكنه عاد بعد عام لتأسيس مستعمرة في كوموكورابو (موكورابو الحديثة التي أصبحت اليوم بورت أوف سبين عاصمة ترينيداد وتوباغو). بعد فشله في جذب المزيد من المستعمرين إلى ترينيداد، اضطر سيدينيو إلى الانسحاب من الجزيرة عام 1534.
في عام 1530 أُعطي خوان سيدينيو تصريحًا باستعمار ترينيداد، لكن عقد الاستعمار لم يُستكمل. في عام 1569، بنى خوان تروشه بونس دي ليون «بلدة سيركومسيزيون»، وذلك غالبًا في محيط لافنتي الحالية. هُجرت هذه المستعمرة في عام 1570. في عام 1592، أسس أنطونيو دي بيريو أولى المستعمرات طويلة الأمد، وهي بلدة سان خوسيه دي أورونيا (مدينة سان جوزيف الحالية). وصل السير والتر رالي -الذي كان يبحث أيضًا عن إل دورادو- إلى ترينيداد في الثاني والعشرين من مارس عام 1595، وبعد فترة قصيرة هاجم سان خوسيه وأسر دي بيريو واستجوبه، ليحصل منه ومن الزعيم القبلي توبياواري على الكثير من المعلومات.
أجبر شح السفن الإسبانية وعدم انتظام مرورها على الجزيرة المستعمرين على التجارة مع الإنجليز والفرنسيين والهولنديين، خارقين بذلك قانون الاحتكار التجاري الإسباني. افتقر الإسبان أيضًا إلى القدرة على حماية المستعمرة التي لم تحو سوى 24 مستعمر إسباني في عام 1625. نتيجة ذلك هاجم الهولنديون سان جوزيف دون خوف في عام 1637. بحلول عام 1671، شمل التعداد السكاني للمستعمرة 80 مستعمرًا أوروبيًا و80 شخصًا «مستأنسًا» من السكان الأصليين.
بحلول عام 1772، وصل التعداد السكاني للعاصمة الإسبانية سان جوزيف إلى 326 إسباني و417 من السكان الأصليين، لكن البيوت كانت عبارة عن أكواخ طينية بأسقف من القش. بشكل عام، كانت المستعمرة فقيرة تفتقر إلى الذهب، الأمر الذي دفع بالعديد من المستعمرين إلى الرحيل.
أُنشئت رئاسة فنزويلا العامة في الثامن من سبتمبر عام 1777، وذلك من خلال قرار ملكي أصدره كارلوس الثالث البوربون، ما أدى إلى منح المزيد من الاستقلالية لمستعمرات فنزويلا (ومن ضمنها ترينيداد)، التي كانت سابقًا تحت حكم النيابة الملكية في غرناطة الجديدة والمجلس العدلي الملكي في سانتو دومينغو. أسست المملكة حكومة موحدة للشؤون السياسية والعسكرية والمالية والقضائية. كان إنشاؤها جزءًا من إصلاحات بوربون ووضع ركائز تأسيس دولة فنزويلا المستقبلية، خصوصًا من خلال توجيه محافظة ماراكايبو باتجاه محافظة كاراكاس.

### استعمار توباغو
في توباغو، أنشأ الهولنديون بداية مستعمرة باسم نيو فالخرن لم تستمر لمدة طويلة. أسس 68 مستعمرًا حصن فورت فليسينغن قرب بليموث الحالية عام 1628. دُعمت هذه المستعمرة الجديدة بمئات من المستعمرين الجدد من زيلند في عامي 1629 و1632. فشلت جميع المحاولات الاستعمارية لكل من كورلاند في أعوام 1637 و1639 و1642، وإنجلترا في أعوام 1642 و1649 و1647.
في مايو وسبتمبر من عام 1654، أعاد مستعمرو كورلاند وهولندا تأسيس مستعمراتهم بنجاح. تركزت مستعمرة نيو كورلاند (كورلاند الجديدة) في حصن فورت ياكوب على خليج كورلاند الكبير. احتوت المستعمرة الهولندية في الجهة الأخرى من الجزيرة على ثلاثة حصون: لامبسينزبيرغ وبيفيرين وبيلافيستا. في عم 1658، انضم 500 مواطن فرنسي إلى المستعمرة الهولندية لكنهم أسسوا مستوطنتهم الخاصة باسم الأنهار الثلاثة. في الحادي عشر من ديسمبر عام 1659، سلم الكورلانديون مستعمرتهم بسلام إلى الهولنديين. في ذلك الوقت، احتوت الجزيرة نحو 1,500 مستعمر أوروبي و7,000 عبد أفريقي يعملون في 120 مزرعة، يدعمون بها ستة أو سبعة معامل سكر، ومركزين لتقطير شراب الروم.
سيطر القراصنة الجامايكيون البريطانيون على الجزيرة في يناير من عام 1666، بعد ذلك استسلم الحصن الإنجليزي الرسمي لهجوم فرنسي في أغسطس من العام ذاته. أعلن الأميرال الهولندي أبراهام كرينسن إعادة السيطرة على المستعمرة المهجورة في أبريل من عام 1667 وأعاد تأسيس الحصن. فشلت محاولة ترميم حصن ياكوب الكورلاندي في ديسمبر عام 1668. في ديسمبر من عام 1672، هاجم البريطانيون المستعمرة الهولندية ودمروها في سياق الحرب الإنجليزية الهولندية الثالثة. استعاد الهولنديون السيطرة على الجزيرة في ظل بند استعادة الوضع الراهن المسبق من اتفاقية وستمنستر الثانية عام 1674؛ في سبتمبر من عام 1676، بُني حصن ستيريشانس قرب أنقاض حصن فليسينغن. دُعم هذا الحصن الهام في فبراير من عام 1677، لكن الهجمات الفرنسية المتكررة في فبراير ومارس وديسمبر من ذلك العام مكنتهم في النهاية من قتل الحاكم الهولندي واحتلال الجزيرة.
في عام 1749، اتفقت بريطانيا وفرنسا على إبقاء الجزيرة مكانًا حياديًا، لكن البريطانيين سيطر عليها مرة أخرى بعد عام 1763، ما دفه بالفرنسيين إلى احتلال الجزيرة في عام 1781، ثم أعاد البريطانيون احتلالها عام 1793. كان التعداد السكاني للجزيرة 5,084 شخصًا عام 1771، منهم 243 فقط من البيض و4,716 من العبيد. في عام 1791 وصل التعداد السكاني إلى 15,020 شخصًا، منهم 541 شخصًا من البيض، و14,170 من العبيد. احتوت الجزيرة على 37 معمل سكر و99 معمل قطن و4 معامل قهوة. بعد اكتشاف جوزة الطيب عام 1768، أنشأ المستعمرون 40 مزرعة لجوز الطيب على الجزيرة. أصبحت الجزيرة مستعمرة بريطانية دائمة في عام 1802، ثم أُبرمت اتفاقية رسمية بخصوصها عام 1814.